# Georgios Lambelet
Georgios Lambelet (griechisch Γεώργιος Λαμπελέτ, * 24. Dezember 1875 in Korfu; † 31. Oktober 1945 in Athen) war ein griechischer Komponist und Musikschriftsteller. Er gilt einer der Väter der modernen griechischen Nationalen Schule.
Lambelet stammte aus einer Musikerfamilie Schweizer Ursprungs. Der in Genf geborene Großvater Evtychios Lambelet hatte sich nach einer Karriere in Italien als Pianist nach Konzerten als Klavierbegleiter Maria Malibrans in Korfu niedergelassen. Sein Vater Edouardos Lambelet (1820–1903) war Komponist und Schüler von Nikolaos Mantzaros, der ältere Bruder Napoleon (1964–1932) wirkte in England als Operettenkomponist, die weiteren Geschwister waren allesamt teils bedeutende Musiker.
Den ersten Klavierunterricht erhielt er von seiner Mutter, der Vater brachte ihm Musiktheorie und Harmonielehre bei. Zunächst schrieb er sich an der Athener Universität für ein Studium der Rechte ein, entschloss sich dann aber doch für ein Kompositionsstudium am Konservatorium San Pietro a Majella in Neapel, wo er sich von 1895 bis 1901 aufhielt. Schon bald nach seiner Rückkehr zog Lambelet nach Athen und veröffentlichte dort im November 1901 ein Essay mit dem Titel Ethniki mousiki (Ἐθνικὴ μουσική „Nationale Musik“) in der Zeitschrift Panathinea (Παναθήναια), in dem er für eine nationale Musik auf der Basis von Volksmusik und -dichtung plädierte: 
Ἡ δημοτικὴ ποίησις καὶ ἡ δημοτικὴ μουσικὴ εἶναι ὅ,τι ἁγνότερον, ὡραιότερον, πρωτοτυπώτερον καὶ αληθέστερον ἔχει νὰ επιδείξῃ ἡ νεωτέρα Ἑλλάς. Εἰς αὐτὴν ἀντανακλᾶται ὅλη ἡ ψυχὴ τοῦ Ἑλληνισμοῦ.
„Die Volksdichtung und die Volksmusik sind das Reinste, Schönste, Originellste und Wahrhaftigste, was das neue Griechenland zu bieten hat. In ihnen spiegelt sich die ganze Seele des Griechentums.“
Lambelet lehrte zunächst an verschiedenen Konservatorien in Piräus, schließlich (bis 1926) als erster Musiklehrer am Varvakio-Gymnasium in Athen, war aber auch als Hauslehrer der Athener Aristokratie tätig. Als Kritiker und Musikschriftsteller veröffentlichte er unter anderem in seiner eigenen Zeitschrift Kritikí, in der Mousikí Efimerída seines Bruders (unter dem Pseudonym Tzórtzis Τζώρτζης), schließlich war er Herausgeber der Zeitschrift Mousiká chroniká (1928–31) und Autor für das Lexikon Engyklopediakó Lexikó Eleftheroudáki (1927–31). Weiters verfasste er einige Studien, darunter Betrachtungen über das Verhältnis von Musik und Dichtung, nationale Aspekte der Musik und das griechische Volkslied. Außerdem übersetzte er einige Opernlibretti ins Griechische, darunter La martire von Spyros Samaras.
Ein Großteil von Lambelets Werk ist verloren. Neben einer Symphonischen Dichtung I giorti (Η Γιορτή „Das Dorffest“, entstanden zwischen 1903 und 1907, UA Athen 1977) und einigen kleineren Orchester- und Klavierkompositionen handelt es sich ausschließlich um Chorwerke, Lieder und Volksliedbearbeitungen aus der Zeit von 1900 bis 1920. Leotsakos stellt den Liedkomponisten Lambelet mit meist volksmusikinspirierten, an der griechischen Sprache orientierten Lieder mit harmonisch einfacher, suggestiver Klavierbegleitung in eine historische Linie zwischen den Kompositionen Samaras’ und Riadis’ ein. Als Schriftsteller bildete er die einzige Opposition zu Georgios Nazos und Manolis Kalomiris, die den italienischen Einfluss auf die griechische Kunstmusik ablehnten und das Athener Konservatorium und damit die griechische Musikausbildung dominierten.